# Asplenium pringleanum
Asplenium pringleanum là một loài dương xỉ trong họ Aspleniaceae. Loài này được Gand. mô tả khoa học đầu tiên năm 1919.
Danh pháp khoa học của loài này chưa được làm sáng tỏ. 